# オリエンタルホテル ユニバーサル・シティ
オリエンタルホテル ユニバーサル・シティは、大阪府大阪市此花区に2021年12月23日グランドオープンされたホテル。ユニバーサル・スタジオ・ジャパンのオフィシャルホテルの1つである。

## 概要
前身は、株式会社ホテル京阪が運営する「ホテル京阪ユニバーサル・シティ」で、賃貸借契約期間の満了に伴い2021年5月6日をもって営業を終了した。その後、ホテルマネージメントジャパンの運営のもと、同社のグループブランドホテルとしてリブランドされた。同年7月1日リブランドプレオープンし、その後、エントランスやロビー、客室フロア、レストランなどの施設の改装を行い、「Charge from Nature」のコンセプトのもと、グランドオープンを迎える。

## 施設
メインエントランスには、大樹をイメージしたシンボルが設置される。自動チェックイン機やクイックチェックアウトサービスを導入することで、分散化、非接触化を実現する。
3階のビュッフェレストランは、新緑を表現したグリーンウォールをアクセントとし、自然の中で食事を楽しんでいるかのような空間となる。朝食は、「Charge from Nature -自然の恵みを朝食とともに-」をコンセプトにメニューをそろえる。ハンバーガーや、クロワッサンの生地をワッフルメーカーで焼いたスイーツ「クロッフル」を使ったエッグベネディクトの「進化系」メニュー、搾りたてオレンジジュースなど既存の人気メニューも提供する。

### 客室
全330室ある客室のうち、2021年内に18-20階の3フロア63室の改装が完了する予定。2022年2月ごろまでに新たに5フロア105室、年内完了分を含め計168室の客室改装が完了予定で、残りの客室も今後改装する予定。
リニューアルした客室は、壁一面にグラフィックアートを施し、アースカラーを基調とした落ち着いたデザインに仕上げる。客室タイプは、ダブルルームや、ツインルーム（最大4人）のほか、トリプルルーム（最大6人）、コネクティングタイプ（最大8人）など幅広く用意。シモンズ社製ベッドを導入し、全館無料のWi-Fiが利用可能となっている。
| 種類                            | 敷地面積 | 部屋数 | 備考                   |
| ------------------------------- | -------- | ------ | ---------------------- |
| コンセプトダブルルーム          | 18㎡     | 16室   |                        |
| ダブルルーム                    | 18㎡     | 48室   |                        |
| ツインルーム ユニバーサルルーム | 27㎡     | 1室    |                        |
| ツインルーム                    | 27㎡     | 44室   | コネクティング対応可能 |
| コンフォートルーム              | 27㎡     | 203室  |                        |
| トリプルルーム                  | 35㎡     | 16室   |                        |
| クアッドルーム                  | 2室      | 54㎡   |                        |

### その他
- バゲージスペース (1階・3階)
- フロント (3階)
- レストラン (3階)
- 宴会場 (3階)

## 交通アクセス
- JRユニバーサルシティ駅から徒歩約1分
- ユニバーサル・スタジオ・ジャパンまで徒歩約1分

## 駐車場
車高制限2.1mの自走式駐車場(1階)42台が完備されており、料金は、宿泊者に限り入庫から24時間3,000円(税込み)となっている。